# Drungário da guarda
O drungário da guarda (em grego: δρουγγάριος τῆς βίγλης/βίγλας; romaniz.: droungarios tēs viglas/viglēs) foi originalmente um posto militar sênior bizantino. Atestado desde o final do século VIII, o drungário comandou a Vigla ou "Guarda", um dos regimentos de cavalaria profissionais (tagmas) do período bizantino médio e foi responsável pela segurança do imperador. Desde cerca de 1030, o ofício foi dissociado de sua origem militar e foi transformado numa posição jurídica sênior, a partir dai geralmente referida como grande drungário da guarda (em grego: μέγας δρουγγάριος τῆς βίγλης/βίγλας; romaniz.: megas droungarios tēs viglas/viglēs). O ofício continuou a existir como uma dignidade cortesã principalmente honorífica no período Paleólogo até o fim do Império Bizantino em meados do século XV.

## Ofício militar
O drungário da guarda foi originalmente o comandante do Vigla ("guarda de vigilância") ou Arítmo ("número"), o terceiro dos tagmas, os regimentos de cavalaria profissionais com sede em torno de Constantinopla e distintos das tropas provinciais ou temáticas. O título de drungário significa "comandante de um drungo", um termo de origem gaulesa que pode ser utilizado para designar um título de formação tática de cavalaria no exército romano oriental da Antiguidade Tardia. O termo drungário (em grego: δρουγγάριος) não é documentado antes do começo do século VII, mas pode ter sido utilizado como designação informal ou não oficial antes daquele tempo. O ofício e a unidade correspondente parecem ter iniciado correspondido a disposições ad hoc, mas durante o começo do século VII estes foram formalizados como boa parte da estrutura do exército oriental.
A julgar pelo nome da unidade e os peculiares títulos de seus oficiais, teve uma ascendência considerável, remontando ao exército romano oriental. O ofício do drungário da guarda é de todo modo atestado pela primeira vez cerca de 791, quando Aleixo Mosele é registrado como "espatário e drungário da guarda". Em contraste com outros tagmas, a guarda e seus comandantes tinha deveres especiais relativos à segurança do imperador e o palácio imperial. Dentro de Constantinopla, a guarda forneceu guardas para o precinto do palácio e manteve uma guarnição no Hipódromo Coberto (que também era sede do drungário).
Ele permaneceu na cidade o tempo todo e acompanhou o imperador quando estave do lado de fora do recinto palacial. O drungário esteve sempre na presença do imperador e saiu em campanha apenas quando ele o fazia. Então, foi confiado com a segurança do exército e o campo, incluindo tarefas como a supervisão da guarda noturna, as guardas frontal, traseira e dos flancos, bem como o guardar dos prisioneiros de guerra. Devido a sua proximidade com o imperador, o drungário teve de ser uma pessoa de confiança, e a ele frequentemente foram dadas missões delicadas tais como prisões e execuções de oficiais de alta patente. Por outro lado, como R. Guilland observa, a natureza sensitiva do ofício significa que "a mera negligência, a suspeita mais leve podia causar sua queda", enquanto "o primeiro cuidado de um novo imperador [...] foi elevar ao posto de drungário da guarda um de seus criados".
Como detalhado no Sobre as Cerimônias, o drungário da guarda sempre acompanhou o imperador e foi um participante frequente em várias cerimônias imperiais, comumente acompanhado por seu auxiliar principal, o acóluto. Seus trajes cerimoniais são indicados como uma túnica escaramângio e uma capa sago vermelha, enquanto nas mesmas ocasiões portou uma espada, uma maça e um machado. A última arma era bastante incomum para um oficial bizantino e R. Guilland sugere que isto esteve conectado a seu comando de tropas estrangeiras via o acóluto (que mais tarde tornou-se o comandante da Guarda Varegue, que portava machados). No século X, quando vários titulares do posto eram descendentes das mais proeminentes famílias da aristocracia militar, incluindo Eustácio Argiro, João Curcuas e Manuel Curtício, o drungário ocupou a trigésima sexta posição na hierarquia imperial e geralmente manteve as dignidades cortesãs seniores de antípato, patrício ou protoespatário.

### Lista de titulares conhecidos
Nota: a lista não inclui titulares conhecido apenas através de seus selos, mas os titulares de outra foram não identificados ou anônimos.
| Nome                   | Mandato                | Nomeado por                                  | Notas | Ref.          |
| ---------------------- | ---------------------- | -------------------------------------------- | --- | ------------- |
| Aleixo Mosele          | cerca de 791           | Irene de Atenas                              | Participou na revolta contra Irene, que terminou sua regência sob seu filho Constantino VI, mas foi preso e cegado logo depois. | [ 11 ] [ 12 ] |
| Oórifa                 | Final da década de 820 | Miguel II, o Amoriano                        | Nomeado almirante e enviado para verificar as depredações dos sarracenos cretenses, instituiu novos corpos de marinheiros e conseguiu recuperar várias ilhas egeias dos sarracenos. | [ 13 ]        |
| Petronas, o Patrício   | ca. dos anos 830       | Teófilo                                      | As datas exatas de seu mandato são desconhecidas. Sob o filho e sucessor de Teófilo, Miguel III, o Ébrio, manteve comandos militares seniores e alcançou a grande vitória na batalha de Lalacão. | [ 11 ] [ 14 ] |
| Aécio                  | ca. dos anos 830       | Teófilo                                      | Mais tarde estratego dos Anatólicos, foi capturado pelos Abássidas durante o Saque de Amório em 838 e tornou-se um dos 42 mártires de Amório. | [ 15 ] [ 16 ] |
| Constantino Babutzício | Até 838                | Teófilo                                      | Um cunhado da imperatriz Teodora, provavelmente sucedeu de Aécio, contudo também foi capturado em Amório e tornou-se um dos 42 mártires. | [ 17 ] [ 18 ] |
| Oórifa                 | Começo dos anos 840    | Teófilo                                      | A data exata de seu mandato é incerta, como é a sua identificação com uma das outras figuras portando seu nome ao mesmo tempo. Jorge Cedreno registra que ele foi encarregado com a execução de Teófobo. | [ 11 ] [ 19 ] |
| Constantino Maniaces   | 842–desconhecido       | Miguel III, o Ébrio                          | Um armênio que havia vindo à corte bizantina como refém, serviu como drungário nos primeiros anos do reinado de Miguel III, durante a regência de Teodora. Mais tarde tornou-se logóteta do dromo. | [ 17 ] [ 20 ] |
| João Androsalita       | 867–desconhecido       | Basílio I, o Macedônio                       | Irmão do abade Nicolau, que tinha abrigado o jovem Basílio quando de sua chegada em Constantinopla, a ele e seus irmãos foram dados altos ofícios na ascensão de Basílio | [ 21 ] [ 22 ] |
| Leão Catacalo          | c. 877                 | Basílio I, o Macedônio                       | Variadamente chamado Catácilas, Catócilas e Catacalo nas fontes. Segundo a hagiografia do patriarca Inácio I, foi genro do grande rival de Inácio, Fócio, e perseguiu com brutalidade os partidários de Inácio no começo do segundo patriarcado de Fócio (877–886). Em 896, foi promovido a doméstico das escolas e liderou os bizantinos na desastrosa Batalha de Bulgarófigo. | [ 17 ] [ 23 ] |
| João                   | desconhecido-894/5     | Leão VI, o Sábio                             | Possivelmente um dos irmãos do patriarca Nicolau Místico, foi demitido devido a negligência em descobrir um complô contra Leão | [ 24 ] [ 25 ] |
| Pardo                  | 894/5–898              | Leão VI, o Sábio                             | O filho do heteriarca Nicolau, foi confiado absolutamente por Leão, mas foi por sua vez preso após o fracasso da conspiração de seu irmão Basílio e os membros da família de Estiliano Zautzes. | [ 24 ] [ 26 ] |
| João                   | Antes de 914           | Leão VI, o Sábio                             | Um dos irmãos do patriarca Nicolau Místico, é apenas conhecido por uma carta de sua esposa de 914/915. | [ 27 ]        |
| Eustácio Argiro        | ca. 909–910            | Leão VI, o Sábio                             | A distinto general de ascendência aristocrática, ele também foi demitido e enviado ao exílio em Carsiano quando caiu sob suspeita de Leão. Ele morreu envenenado no caminho. | [ 28 ] [ 29 ] |
| Damiano                | 913–desconhecido       | Constantino VII Porfirogênito (nominalmente) | Nomeado pela imperatriz-regente Zoé Carbonopsina | [ 30 ] [ 31 ] |
| João Curcuas           | ca. 918–922            | Constantino VII Porfirogênito (nominalmente) | Nomeado através das maquinações de Romano Lecapeno, Curcuas apoiou o último em sua subida ao trono. Em 922, foi recompensado com o alto comando no Oriente, que ele manteve por 22 anos nos quais conseguiu grandes vitórias contra os árabes. | [ 32 ] [ 33 ] |
| Manuel Curtício        | 944/5–desconhecido     | Constantino VII Porfirogênito                | Curtício estava entre os conspiradores que derrubaram Romano Lecapeno em dezembro de 944, liderando a restauração do poder imperial único para Constantino VII um mês depois. Foi nomeado drungário da guarda, e morreu num naufrágio ou executado por lesa-majestade. | [ 34 ] [ 35 ] |
| Simeão                 | 1025–1028              | Constantino VIII                             | Um dos eunucos favoritos de Constantino VIII, mais tarde tornou-se doméstico das escolas antes de retirar-se como monge. | [ 36 ] [ 37 ] |

## Ofício judicial
Em ca. 1030, o ofício mudou de militar para puramente jurídico, e foi ainda distinguido por adquirir o epíteto "grande" (megas) nos anos 1070. Parece que o drungário assumiu o Tribunal do Hipódromo, existente desde meados do século IX e muito conhecido devido a sua localização no Hipódromo Coberto (ou, de acordo com uma interpretação alternativa, nas subestruturas do principal Hipódromo de Constantinopla). Isto foi seguido pela criação de novos tribunais e a restruturação do sistema jurídico bizantino, de modo que no período Comneno (1081-1185), o Tribunal do Hipódromo ou Tribunal do Drungário (τὸ δρουγγαρικὸν δικαστήριον) foi um dos sete tribunais civis superiores, junto daqueles do eparca da cidade, do diceódota (dikaiodotēs), do questor, do mestre dos julgamentos (epi ton kriseon), do protoasecreta (protasekretis) e o católico (katholikos), que chefiavam o tribunal de assuntos fiscais (dēmosiaka pragmata). O drungário também serviu como um tribunal de apelação para decisões do mestre dos julgamentos. Os titulares do posto pertenciam a algumas das mais distintas famílias da aristocracia civil, incluindo alguns homens como Eustácio Romeu, João Escilitzes e Andrônico Camatero.

### Lista de titulares conhecidos
Nota: a lista não inclui titulares conhecido apenas através de seus selos, mas os titulares de outra foram não identificados ou anônimos.
| Nome                       | Mandato                       | Nomeado por                             | Notas | Ref.          |
| -------------------------- | ----------------------------- | --------------------------------------- | --- | ------------- |
| Eustácio Romeu             | Logo após 1030                | Romano III Argiro                       | Possivelmente o primeiro titular do ofício que presidiu sobre o Tribunal do Hipódromo. O magistro Eustácio Romeu é mais famoso por sua coleção de jurisprudência fiscal, publicado como Peira.                          | [ 36 ] [ 43 ] |
| Anastásio                  | ca. 1030                      | Desconhecido                            | Mencionado apenas em um documento do patriarca Aleixo Estudita (1025–1043). | [ 36 ]        |
| Manuel                     | 1054–desconhecido             | Teodora                                 | Ele foi recompensado com o posto por ter ajudado Teodora a ganhar poder supremo para si. | [ 36 ]        |
| Macetário                  | Terceiro quartel do século XI | Desconhecido                            | Um correspondente de Miguel Pselo, nada mais se sabe sobre ele. | [ 36 ]        |
| João Xifilino              | Começo dos anos 1060          | Constantino X Ducas (?)                 | Patriarca de Constantinopla in 1064–1075. De acordo com Teodoro Escutariota, foi um magistro e drungário da guarda antes de sua nomeação como patriarca.                                                                | [ 36 ]        |
| Constantino Xifilino       | ca. 1070                      | Romano IV Diógenes (?)                  | Outro destinatário de Miguel Pselo, nada mais se sabe sobre ele. | [ 36 ]        |
| Constantino Cerulário      | Anos 1060/1070                | Constantino X Ducas ou Miguel VII Ducas | Um sobrinho do patriarca Miguel Cerulário e primo da imperatriz Eudócia Macrembolitissa. Ele foi uma figura muito influente sob os imperadores Ducas, e é o primeiro titular conhecido do título de "grande drungário". | [ 44 ] [ 45 ] |
| Estêvão                    | 1078–1081                     | Nicéforo III Botaniates                 | Ele foi demitido após a deposição de Botaniates e tornou-se um monge e abade do mosteiro de Xenofonto no monte Atos. Melhor conhecido como Simeão, o Santificado.                                                       | [ 44 ]        |
| Miguel Cerulário           | 1081-desconhecido             | Aleixo I Comneno                        | Filho de Constantino Cerulário, um eminente especialista em assuntos financeiros e jurídicos; ele ascendeu e tornou-se logóteta dos gabinetes pela maior parte do reinado de Aleixo I.                                  | [ 44 ] [ 46 ] |
| Nicolau Mermentulo         | ca. 1086                      | Aleixo I Comneno                        | Possivelmente também nobilíssimo e Eparca de Constantinopla | [ 36 ]        |
| João Tracésio              | ca. 1092                      | Aleixo I Comneno                        | Possivelmente o mesmo proedro, eparca e grande drungário João que é mencionado em um ato variadamente datado de 1083, 1098 ou 1113, porém é geralmente identificado com o historiador João Escilitzes.                  | [ 44 ] [ 47 ] |
| João Zonaras               | Começo do século XII          | Aleixo I Comneno                        | Melhor conhecido como um historiador, Zonaras manteve altas posições cortesãs sob Aleixo I antes de retirar-se como um monge.                                                                                           | [ 48 ]        |
| Nicetas ou Nicolau Esclero | Desconhecido                  | Aleixo I Comneno                        | Mencionado apenas em uma lei promulgada por Aleixo I. | [ 49 ]        |
| Constantino Comneno        | ca. 1143                      | João II Comneno ou Manuel I Comneno     | Ele foi provavelmente um almirante (grande drungário da frota) ao invés de grande drungário do Vigla | [ 1 ] [ 49 ]  |
| Estêvão Comneno            | ca. 1147/51–ca. 1156          | Manuel I Comneno                        | | [ 49 ]        |
| João Macrembolita          | ca. 1158                      | Manuel I Comneno                        | | [ 49 ]        |
| Andrônico Camatero         | ca. 1166–ca. 1170             | Manuel I Comneno                        | Um importante e distinto oficial, Camatero esteve relacionado com a família imperial pelo lado de sua mãe. | [ 49 ]        |
| Gregório Antíoco           | 1187–ca. 1196                 | Isaac II Ângelo                         | Um homem bem-educado e distinto autor. Por tempo que foi nomeado grande drungário, mantinha uma longa carreira em serviços públicos que remonta aos anos 1150.                                                          | [ 50 ]        |

## Período Paleólogo
Após o Cerco de Constantinopla pela Quarta Cruzada em 1204, a continuidade do ofício foi quebrada, e quando reapareceu no período Paleólogo, perdeu todas as funções judiciais e assemelhou-se mais com seu caráter militar original: de acordo com o autor de meados do século XIV Jorge Codino, o grande drungário da guarda foi um subordinado do grande drungário, encarregado com a guarda noturna e com a supervisão dos batedores do exército. Na realidade, tornou-se mais uma sinecura e foi essencialmente uma dignidade cortesã desprovida de qualquer coisa, exceto deveres cerimoniais. No trabalho de Jorge Codino, o doméstico das escolas foi classificado na vigésima quarta posição da hierarquia imperial, entre o eparca e o grande heteriarca.
A indumentária cortesã distintiva do doméstico, como relatado por Jorge Codino, consistia de um chapéu com brocado de ouro (esciádio), uma simples túnica de seda cabádio e um cajado (dicanício) com um protuberância dourada no topo, e coberto com trança vermelho-dourada abaixo. Para cerimônias e festividades, ele portou o escarânico abobadado, de seda amarela ou dourada e decorado com bordado de fios de ouro, e com um retrato do imperador sentado em um trono na frente e outro com o imperador sob um cavalo na parte de trás. A dignidade sobreviveu até o fim do Império Bizantino, com o historiador Jorge Frantzes igualando o posto otomano de chefe dos janízaros com o grande drungário da guarda.

### Lista de titulares conhecidos
Nota: a lista não inclui titulares conhecido apenas através de seus selos, mas os titulares de outra foram não identificados ou anônimos.
| Nome                           | Mandato              | Nomeado por                                       | Notas | Ref.          |
| ------------------------------ | -------------------- | ------------------------------------------------- | --- | ------------- |
| Andrônico Enopolita            | ca. 1286–89          | Miguel VIII Paleólogo                             | Eunuco e comandante militar. | [ 50 ] [ 55 ] |
| Teodoro Comneno File           | Começo do século XIV | Andrônico II Paleólogo ou Andrônico III Paleólogo | Ele é mencionado em um ato variadamente datado e 1302, 1317 ou 1332, como tendo sido enterrado no Mosteiro Espeleotissa em Melênico | [ 56 ] [ 57 ] |
| Demétrio Paleólogo Tornício    | ca. 1324–41          | Andrônico II Paleólogo Andrônico III Paleólogo    | A parente da família imperial, é apenas mencionado em quatro documentos. | [ 58 ] [ 59 ] |
| Constantino Paleólogo Tornício | ca. 1325             | Andrônico II Paleólogo                            | "Grande drungário da guarda" em Beroia em 1325 | [ 58 ] [ 59 ] |
| Briênio                        | Anos 1320            | Andrônico II Paleólogo                            | De todo modo desconhecido, derrotou Andrônico III Paleólogo durante a guerra civil bizantina de 1321-1328. | [ 56 ]        |
| Nicéforo                       | Após 1325            | Andrônico II Paleólogo                            | Conhecido apenas por um ato do Mosteiro de Zografo de 1342, época em que estava morto. | [ 56 ]        |
| Canabutzes (?)                 | 1324                 | Andrônico II Paleólogo                            | Um drungário, é incerto se foi um grande drungário da guarda. | [ 56 ]        |
| Teodoro Paleólogo              | ca. 1328             | Andrônico III Paleólogo                           | A sobrinho de Andrônico III, foi grande drungário da guarda e governador de Lemnos em 1328. | [ 56 ]        |
| Jorge Briênio                  | ca. 1328             | Andrônico II Paleólogo                            | Um comandante militar contra os búlgaros, governou Ócrida como "grande drungário" após 1328 | [ 60 ]        |
| João Ducas Muzalon             | Desconhecido         | Andrônico III Paleólogo                           | Um destinatário do poeta Manuel File, é chamado "grande drungário", mais provavelmente da guarda. | [ 56 ]        |
| João Gabalas                   | ca. 1341             | Andrônico III Paleólogo                           | Originalmente um partidário de João Cantacuzeno, foi grande drungário, provavelmente da guarda, em 1341. Foi persuadido por Aleixo Apocauco para mudar de lado durante a guerra civil bizantina de 1341-1347 e foi elevado ao posto de grande logóteta, mas eventualmente caiu com Apocauco e foi preso. | [ 61 ] [ 62 ] |
| Jorge Ducas Apocauco           | ca. 1342             | João V Paleólogo                                  | Grande drungário, provavelmente da guarda, mencionado em uma bula dourada de 1342 com Veneza. | [ 63 ]        |
| João de Peralta                | 1347–54              | João VI Cantacuzeno                               | Um ocidental, possivelmente catalão, amigo e partidário de Cantacuzeno | [ 64 ]        |
| Demétrio Glabas                | ca. 1366             | João V Paleólogo                                  | "Grande drungário da guarda" em Salonica em 1366 | [ 65 ]        |
| Comes                          | ca. 1366             | João V Paleólogo                                  | "Grande drungário da guarda" em Salonica em 1366 | [ 66 ]        |